# Технический университет Дортмунда

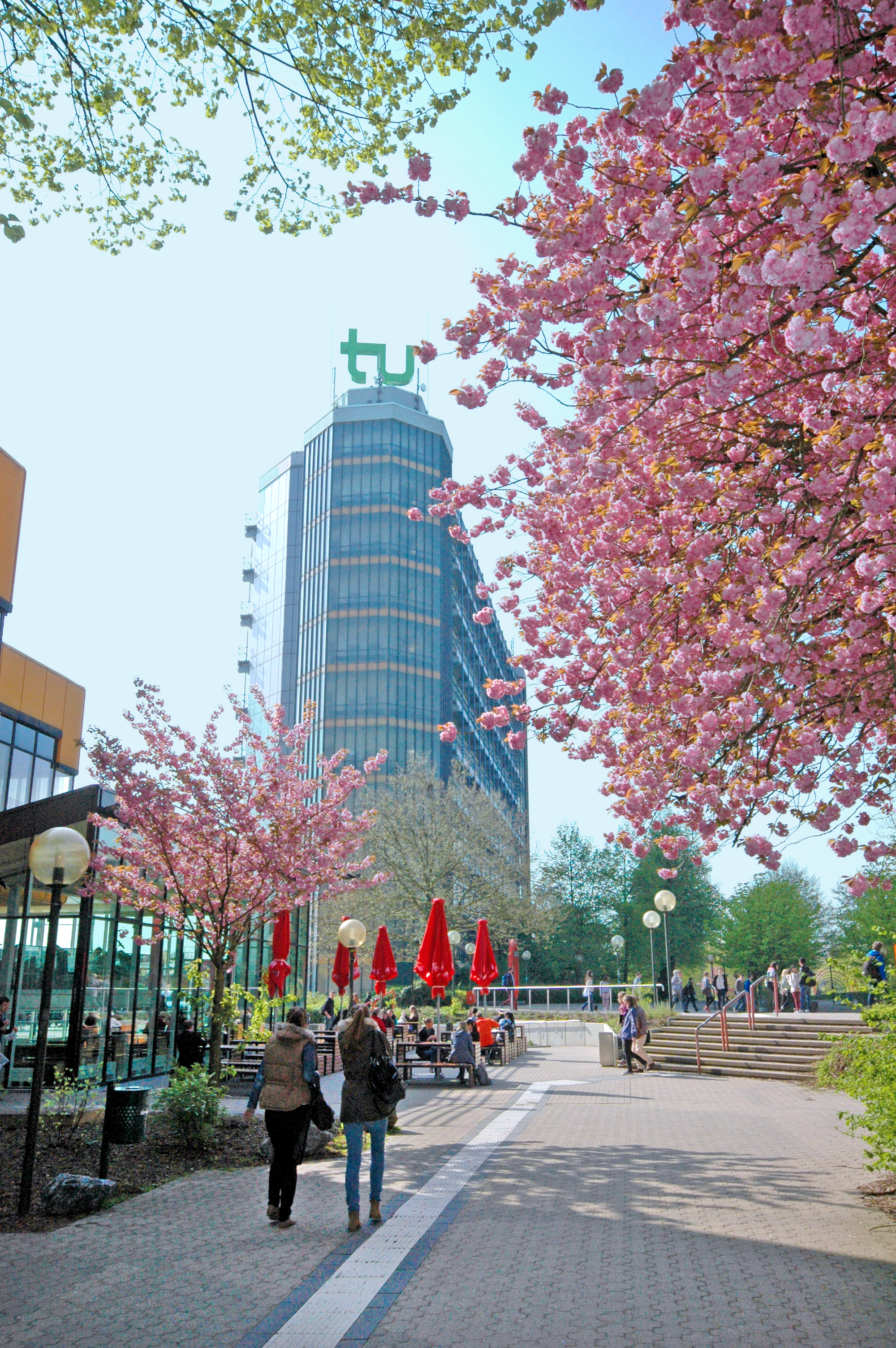
Дортмундский университет Mathetower

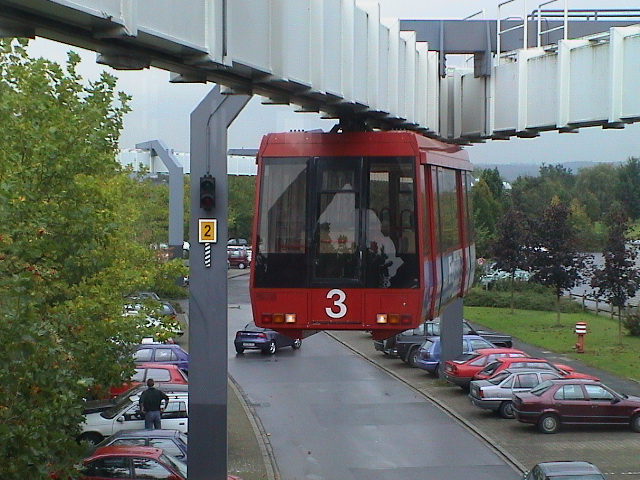
Подвесная железная дорога H-Bahn для поездок между университетскими кампусами

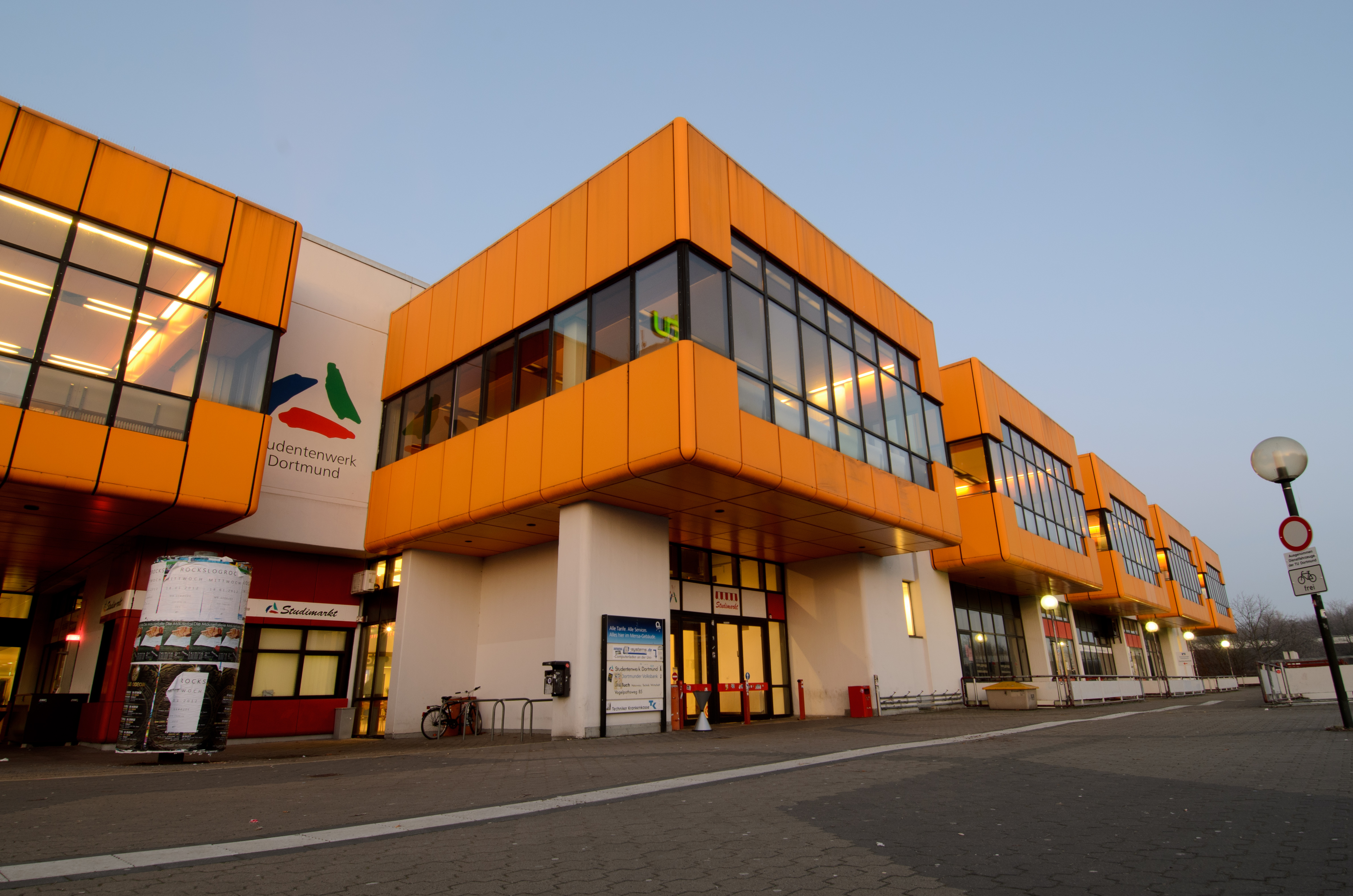
Университетская столовая

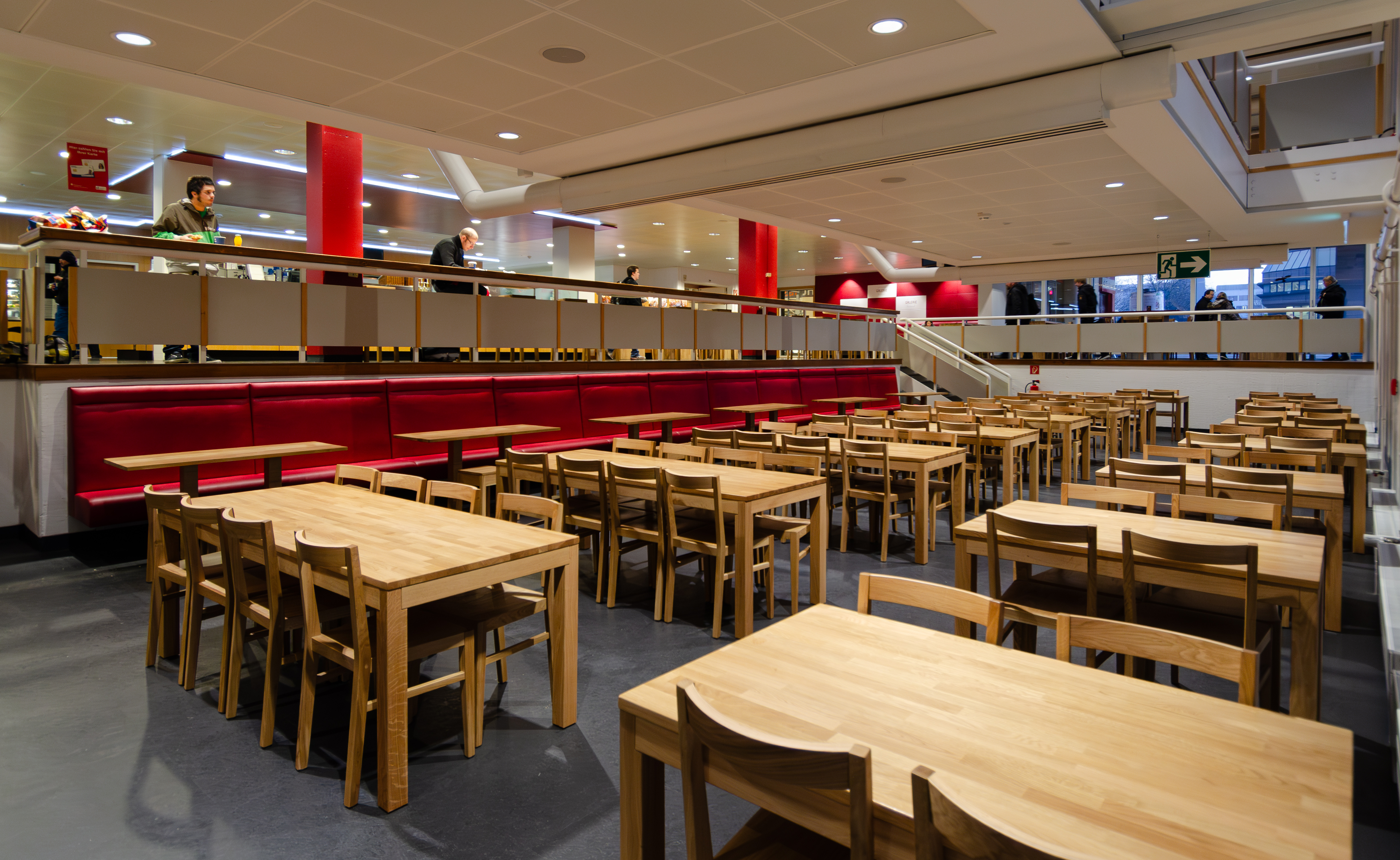
Обновлённая в 2012 году галерея в здании столовой

Технический университет Дортмунда (нем. Technische Universität Dortmund или кратко TU Dortmund), до 1 ноября 2007 года Университет Дортмунда (нем. Universität Dortmund) — университет в Дортмунде, Северный Рейн-Вестфалия, Германия с более чем 30000 студентов, и более 6000 сотрудников, университет предлагает около 80 бакалаврских и магистерских программ. Расположен в Рурской области, четвёртой по величине агломерации в Европе. Университет имеет высокий рейтинг за счёт научно-исследовательской деятельности в области физики, электротехники, химии и экономики. Входит в ассоциацию ConRuhr.

## История
Университет Дортмунда (нем. Universität Dortmund) был основан в 1968 году, во время упадка угольной и металлургической промышленности в Рурской области. Его создание рассматривалось как важный шаг в структурных экономических переменах по переходу от тяжёлой промышленности к новым технологиям. Основные направления научных исследований в университете: естественные науки, инженерное дело, педагогика/подготовка педагога в широком спектре дисциплин, специальная педагогика и журналистика. Дортмундский Университет был изначально создан как технический университет, но в 1980 году он был объединён с соседней Высшей педагогической школой Рура, где преподавались в основном гуманитарные науки.
В 2006 в Университете Дортмунда состоялся 11-й чемпионат мира по робототехнике «RoboWorld Cup», проводящийся под эгидой Федерации Международной Ассоциации робот-футбола (ФИРА). Университетская роботофутбольная команда «Dortmund Droids» стала вице-чемпионом мира на RoboWorld Cup 2002 и заняла третье место в 2003 году.
1 ноября 2007 года, Университет Дортмунда был переименован в Технический университет Дортмунда (нем. Technische Universität Dortmund).

## Кампусы
В соответствии с модой конца 1960-х годов в Германии, университет был построен «на лугах» примерно в 3 км от центра города Дортмунд. Он состоит из двух кампусов, Северного и Южного, которые, начиная с 1984 года, были связаны с помощью автоматизированной монорельсовой подвесной железнодорожной системы H-Bahn, которая пересекает расположенный между кампусами заповедник на высоте около 15 м. Одним из самых известных зданий университета является Mathetower (Башня математики), в котором располагается факультет математики.

## Факультеты
1. Факультет математики
2. Факультет физики
3. Факультет химии и химической биологии[англ.]
4. Факультет информатики
5. Факультет статистики
6. Факультет биохимической и химической технологии (ИОТ)
7. Факультет машиностроения
8. Факультет электротехники и информационных технологий
9. Факультет пространственного планирования[нем.]
10. Факультет архитектуры и гражданского строительства
11. Факультет бизнеса и экономики
12. Факультет образования, психологии и социологии
13. Факультет специальной педагогики
14. Факультет гуманитарных наук и теологии
15. Факультет культурологии
16. Факультет искусства и спортивных наук

## Исследования
Университет работает над примерно 1000 научными проектами,
Университет особенно славится исследованиями в профильных областях: материалы, технологии производства и логистики, химии, биологии, области исследований и технологического проектирования, моделирования, анализа данных, моделирования и образования, обучения и инклюзии.
Недалеко от Технического университета Дортмунда расположены и институт Макса Планка, два института Фраунгофера и два института Лейбница, а также Федеральный Институт безопасности труда и здоровья (BAuA) .

## Студенческая жизнь

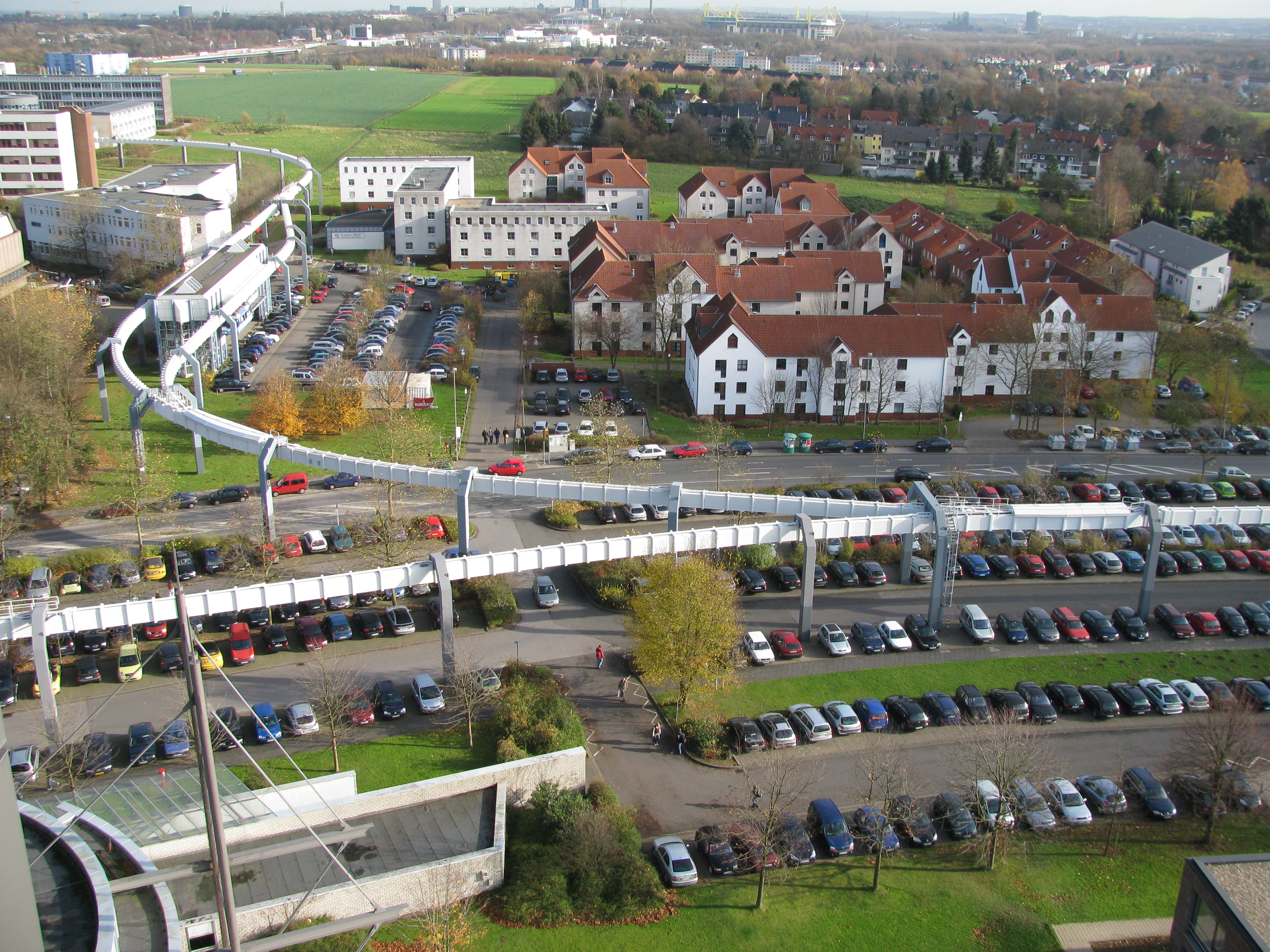
Студенческие общежития

В университете работает студенческая радиостанция под названием «Эльдорадио», её также можно слушать в режиме потокового вещания (официальный сайт eldoradio.de).

## Факультет компьютерных наук
Первый случай регистрации доменов .de произошел в Дортмундском университете в департаменте компьютерных наук.

## Ректор
- Гатер, Урсула[нем.]

## Почётные доктора
Бывший президент Германии Йоханнес Рау был награждён почётной степенью университета в 2004 году.
Карл Джерасси был награждён почётной докторской степенью за свои научно-фантастические произведения в 2009 году.
Председатель Европейского совета Дональд Туск был удостоен докторской степени 16 декабря 2018 года за вклад в европейскую политику и обсуждение европейских ценностей.